# Ermando Malinverni
Ermando Malinverni (Vercelli, 30 ottobre 1919 – Modena, 5 agosto 1993) è stato un calciatore italiano, di ruolo centrocampista.
Benché venisse spesso chiamato "Ermanno", il suo vero nome era Ermando.

## Carriera

### Club
Cresciuto nella Pro Vercelli, passa poi alla Biellese, dove colleziona 100 presenze in 5 anni; gioca per due anni al Modena per sostituire Bruno Dugoni nel ruolo di mediano, prima di tornare alla Biellese dove realizza altre 16 presenze.

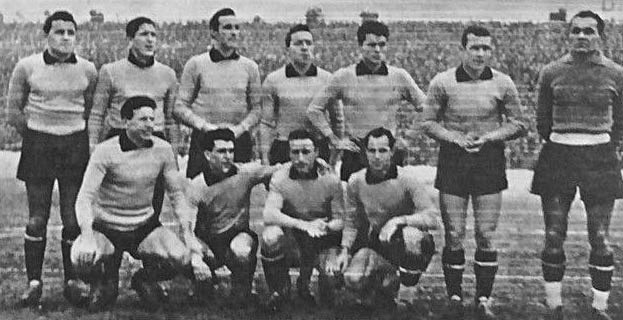
Malinverni (accosciato, secondo da destra) nel Modena del 1946-1947

Torna quindi al Modena per altri tre anni. In totale, realizza 177 presenze con la maglia dei canarini, con cui vince il campionato di Serie B 1942-1943. Passa in seguito all'Atalanta, dove chiude la carriera dopo tre anni e 75 presenze.
In carriera ha totalizzato complessivamente 202 presenze nella Serie A a girone unico, con una sola rete all'attivo (in occasione del successo interno del Modena sulla Roma del 4 luglio 1948), e 21 presenze in Serie B.

### Nazionale
In Nazionale colleziona una sola presenza: il 9 novembre 1947, in Austria-Italia 5-1.

## Statistiche

### Presenze e reti nei club
| Stagione        | Squadra         | Campionato      | Campionato | Campionato |
| Stagione        | Squadra         | Comp            | Pres       | Reti       |
| --------------- | --------------- | --------------- | ---------- | ---------- |
| 1936-1937       | Biellese        | C               | 18         | 8          |
| 1937-1938       | Biellese        | C               | 19         | 3          |
| 1938-1939       | Biellese        | C               | 25         | 8          |
| 1939-1940       | Biellese        | C               | 27         | 7          |
| 1940-1941       | Biellese        | C               | 25         | 11         |
| 1941-1942       | Modena          | A               | 29         | 0          |
| 1942-1943       | Modena          | B               | 21         | 0          |
| 1943-1944       | Biellese        | A               | 16         | 1          |
| Totale Biellese | Totale Biellese | Totale Biellese | 130        | 38         |
| 1945-1946       | Modena          | A               | 24         | 2          |
| 1946-1947       | Modena          | A               | 36         | 0          |
| 1947-1948       | Modena          | A               | 33         | 1          |
| 1948-1949       | Modena          | A               | 29         | 0          |
| Totale Modena   | Totale Modena   | Totale Modena   | 172        | 3          |
| 1949-1950       | Atalanta        | A               | 30         | 0          |
| 1950-1951       | Atalanta        | A               | 36         | 0          |
| 1951-1952       | Atalanta        | A               | 10         | 0          |
| Totale Atalanta | Totale Atalanta | Totale Atalanta | 76         | 0          |
| Totale carriera | Totale carriera | Totale carriera | 378        | 41         |

### Cronologia presenze e reti in nazionale
| Cronologia completa delle presenze e delle reti in nazionale ― Italia | Cronologia completa delle presenze e delle reti in nazionale ― Italia | Cronologia completa delle presenze e delle reti in nazionale ― Italia | Cronologia completa delle presenze e delle reti in nazionale ― Italia | Cronologia completa delle presenze e delle reti in nazionale ― Italia | Cronologia completa delle presenze e delle reti in nazionale ― Italia | Cronologia completa delle presenze e delle reti in nazionale ― Italia | Cronologia completa delle presenze e delle reti in nazionale ― Italia |
| Data                                                                  | Città                                                                 | In casa                                                               | Risultato                                                             | Ospiti                                                                | Competizione                                                          | Reti                                                                  | Note                                                                  |
| --------------------------------------------------------------------- | --------------------------------------------------------------------- | --------------------------------------------------------------------- | --------------------------------------------------------------------- | --------------------------------------------------------------------- | --------------------------------------------------------------------- | --------------------------------------------------------------------- | --------------------------------------------------------------------- |
| 9-11-1947                                                             | Vienna                                                                | Austria                                                               | 5 – 1                                                                 | Italia                                                                | Amichevole                                                            | -                                                                     |                                                                       |
| Totale                                                                |                                                                       | Presenze                                                              | 1                                                                     |                                                                       | Reti                                                                  | 0                                                                     |                                                                       |

## Palmarès

### Club

#### Competizioni nazionali
- Campionato italiano di Serie B: 1

Modena: 1942-1943